# 马尔代夫
马尔代夫共和国（羅馬化：Dhivehi Raajjeyge Jumhooriyya），通稱馬爾代夫（ދިވެހިރާއްޖެ），《瀛涯胜览》、《西洋朝贡典录》、《明史》作溜山国，《星槎胜览》曰溜洋国，位於斯里蘭卡及印度西南偏南對出的印度洋水域約500公里處，屬於南亞地區。是南亞的一個群島國家。馬爾地夫面積為298平方公里，為亞洲面積最小的國家之一，人口為515,132人，馬累為該國首都及最大城市，傳統上稱之為「國王之島」（King's Island）。
馬爾地夫由一系列南北長820公里，東西寬120公里，包含了26個環礁的約1,192座珊瑚礁島組成。平均土地高度僅海拔1.5（4英尺11英寸），為海拔最低的國家之一；最高點亦為最低的國家之一，僅2.4（7英尺10英寸）。
馬爾地夫為南亚区域合作联盟的創始會員國，同時為聯合國、伊斯兰合作组织、不结盟运动的成員國。世界銀行將馬爾地夫歸為中高收入經濟體，漁業為馬爾地夫最主要的經濟活動，而旅遊業為成長最迅速的產業。馬爾地夫與斯里蘭卡為南亞唯二人类发展指数為「高」的國家，其人均收入為南亞國家中最高者。
2016年10月14日，馬爾代夫宣佈退出大英國協，以抗議大英國協對該國關於貪腐及人權的批評，至2020年2月1日重新加入。

## 歷史
歷史上，馬爾代夫是一個非常重要的戰略地，因為它位於印度洋主要的航線位置上，馬爾地夫附近的鄰國是斯里蘭卡及印度，這兩國的文化及商業和馬爾地夫緊密的連繫在一起近好幾個世紀，馬爾地夫提供了當時遍及亞洲及部份東非沿海地區作為貨幣的貝殼主要來源。
16世紀之後，在殖民浪潮下，歐洲人佔領了許多印度洋上的貿易地點，馬爾地夫當然也無法置身於事外，第一個先來到的是葡萄牙人，再來是荷蘭人和法國人偶爾也來干預當地的政治，然而在前幾個外來歐洲人的干預之後，在19世紀時，馬爾地夫成為英國的保護國，而英國人對於馬爾地夫君主的統治，亦給予充分的認受性。
馬爾地夫在1965年時脫離英國獨立，然而，獨立之後該國仍將阿杜環礁（Addu Atoll）內的甘島（Gan Island）上的空軍基地提供給英國人使用至1976年。當英國在1976年完全撤出該空軍基地時，剛好是冷戰一觸即發的高峰期，國際上都在關注此空軍基地未來的動向。蘇聯當局曾研擬向馬爾地夫當局租借此空軍基地，但都遭到馬爾地夫政府多次的拒絕。
馬爾地夫共和國在1990年之前所面臨的挑戰是快速的經濟發展和現代化的步伐來提供國家在有限的漁業、農業、旅遊業的基礎資源；马尔代夫亦被誉为“上帝抛洒人间的项链”，“印度洋上人间最后的乐园”。正是由于这些优美的自然环境，近年来马尔代夫逐渐受到广大游客的喜爱，中国游客也经常光顾马尔代夫。另外一方面更令人關心的項目就是長期的因溫室效應導致海平面的上升，因為馬爾地夫當地低窪的珊瑚島很多，所以將造成災難性的傷害，這也是未來政府所要面臨的重大課題。
馬爾地夫於2004年印度洋大地震中受到海嘯的破壞，僅有9個島嶼未受洪水侵襲，57個島嶼的基礎設施嚴重損壞，6個島嶼被摧毀。共有21個度假村因海嘯破壞而關閉，經濟損失達4億美元，即該國62%的國內生產總額，造成102名馬爾地夫人及6名外國人喪生。

## 地理

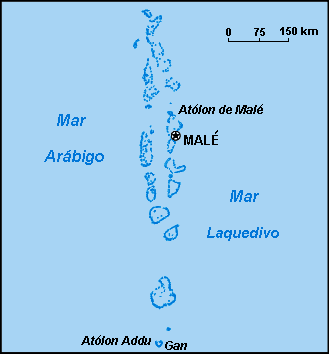
群島地圖

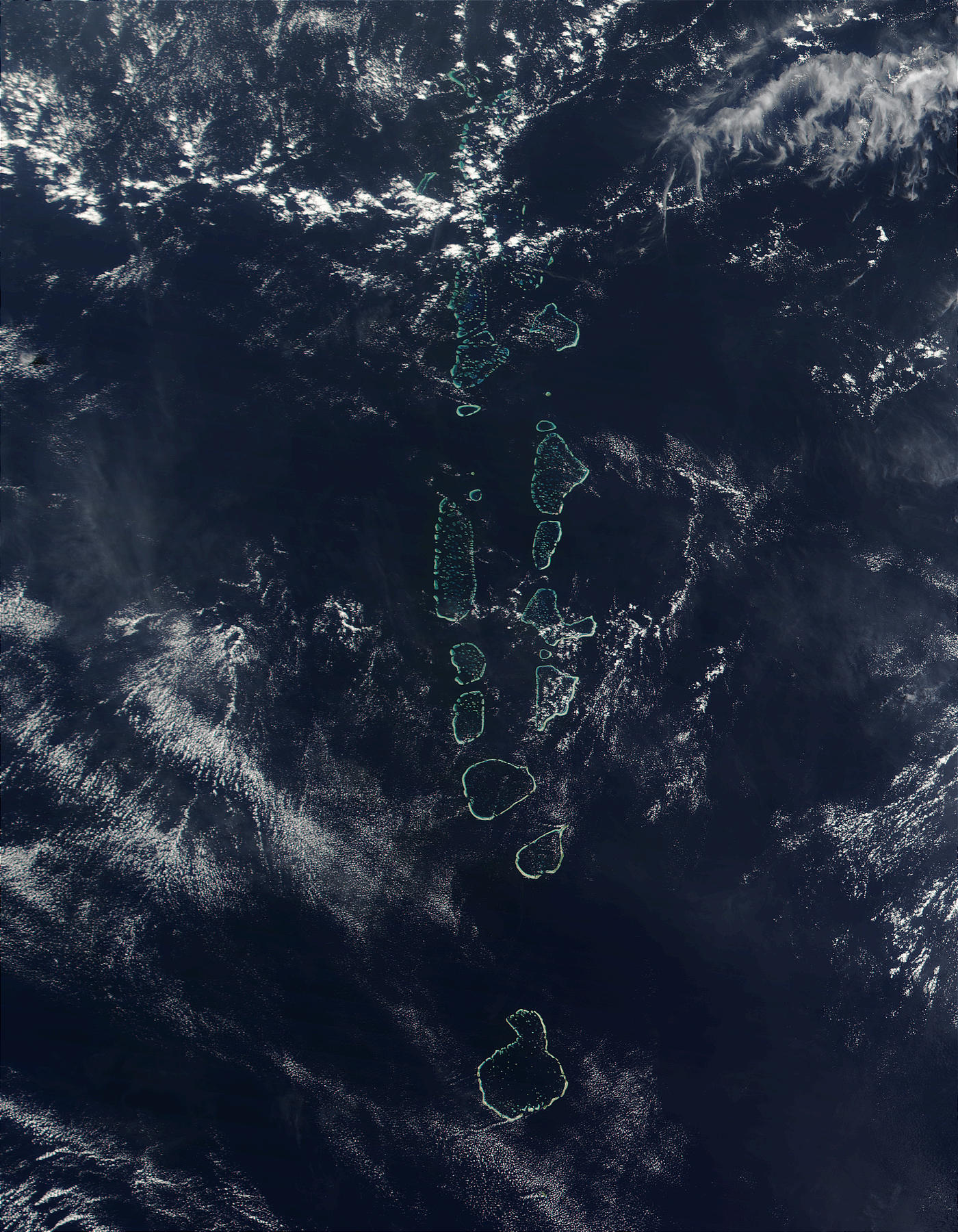
衛星圖像

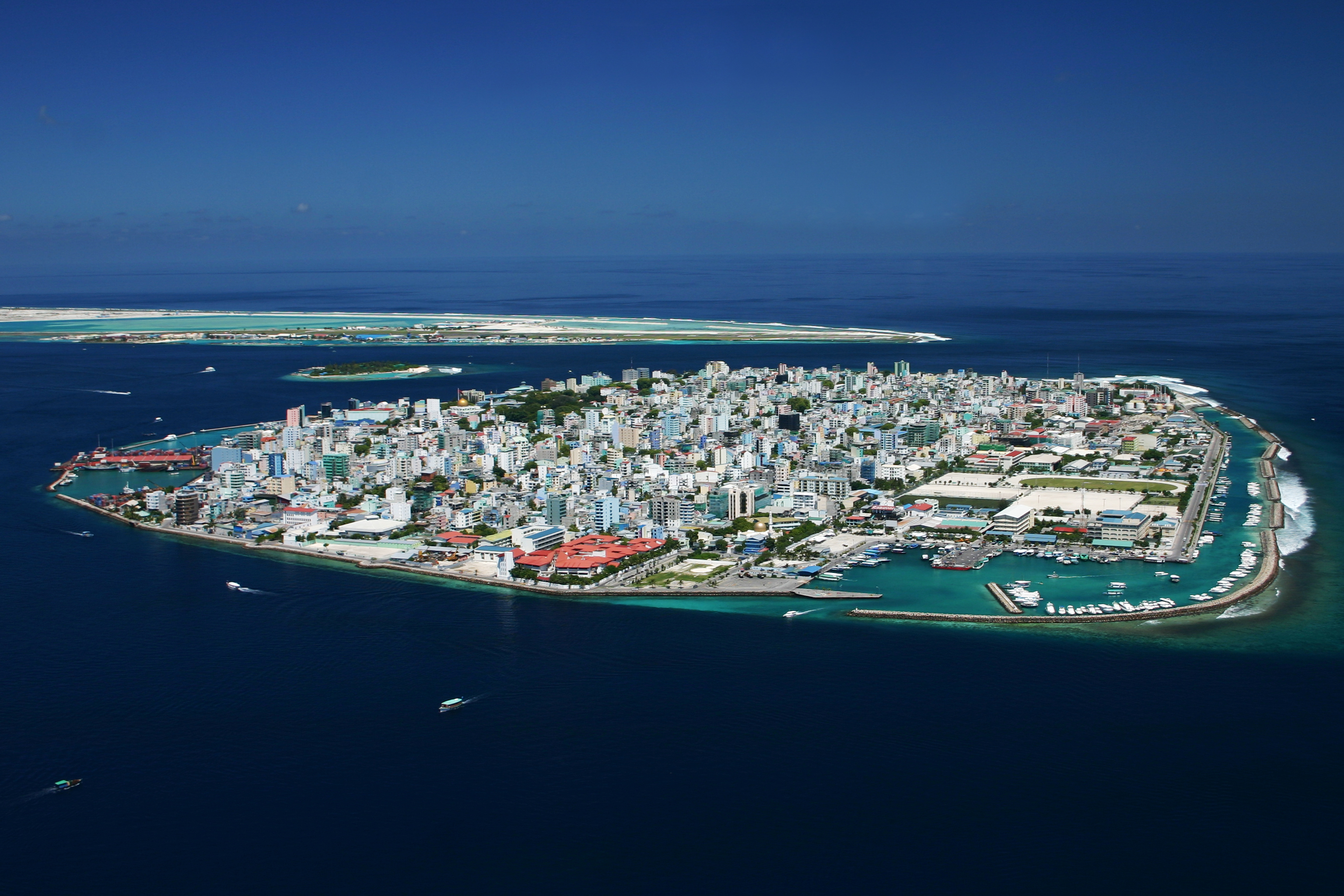
首都馬累，人口約10萬

馬爾代夫是一个岛国，包含了26個環礁，約1,192座珊瑚礁群岛，南北長820公里，東西寬120公里，北方是印度拉克沙群岛，東北偏北方約500公里為印度半岛，南方約900公里為英屬印度洋領地查哥斯群島。
約有200座島有人居住，其中有許多島嶼被開闢為觀光區，吸引了世界各地的遊客前往。馬爾代夫有80%的陸地海拔不到一米。由於海平面上升，已有許多島嶼遭到海水氾濫和海岸侵蝕，造成極大威脅，聯合國環境小組亦提出警告，依照目前海平面上升速度，馬爾地夫將於2100年起不適宜居住。
馬爾地夫的保護區由環境能源暨電信部管理，馬爾地夫共有31個保護區。

### 气候
屬热带季风气候，炎热潮湿，各月平均温度约24至33℃，年降雨量約2,540毫米（北部地區）至3,810毫米（南部地區）。

## 行政區劃
馬爾地夫共由26組天然礁石群組成。這些礁石群被分成17個行政環礁、4個城市，分別如下：
- 哈阿里夫環礁 Thiladhunmathi Uthuru（Haa-Alif）
- 沙維亞尼環礁 Miladhunmadulu Uthuru（Shaviyani）
- 瑙魯環礁 Miladhunmadulu Dhekunu（Noonu）
- 拉環礁 Maalhosmadulu Uthuru（Raa）
- 芭環礁 Maalhosmadulu Dhekunu（Baa）
- 拉維亞尼環礁 Faadhippolhu（Lhaviyani）
- 卡夫環礁 Malé Atoll（Kaafu）
- 北阿里環礁 Ari Atoll Uthuru（Alif-Alif）
- 南阿里環礁 Ari Atoll Dheknu（Alif-Dhaal）
- 阿武瓦環礁 Felidhé Atoll（Vaavu）
- 美慕環礁 Mulaku Atoll（Meemu）
- 法弗環礁 Nilandhé Atoll Uthuru（Faafu）
- 達魯環礁 Nilandhé Atoll Dhekunu（Dhaalu）
- 塔亞環礁 Kolhumadulu（Thaa）
- 拉姆環礁 Hadhdhunmathi（Laamu）
- 北蘇瓦迪瓦環礁 Huvadhu Atoll Uthuru（Gaafu-Alif）
- 南蘇瓦迪瓦環礁 Huvadhu Atoll Dhekunu（Gaafu-Dhaalu）
- 馬累 Malé
- 尼亞維亞尼 Fua Mulaku（Ñaviyani）
- 阿杜市 Addu（Seenu）
- 哈達盧 Thiladhunmathi Dhekunu（Haa-Dhaalu）

## 政府
馬爾地夫為一总统制共和國，總統為具有廣泛權力的政府首脑及國家元首。總統領導行政部門，同時擔任國防部長，任命內閣成員，惟須經人民议会同意。現任總統為穆罕默德·穆伊祖，任期由2023年11月17日開始。人民議會共有93名來自各地組成的代表。

### 政治
加尧姆在位近30年，他打壓反對黨，曾於2006年11月11日反對黨大遊行前非法逮捕反對人士。
2007年9月29日，2名懷疑是遜尼派的恐怖分子在首都馬累的中央公園外，因投擲土製炸彈，導致8名華人、2名英國人和2名美國人受傷被拘捕。
2008年的總統大選，執政黨代表的加尧姆輸給了代表反對派參選的穆罕默德·纳希德而結束了他近30年的獨裁統治。
2012年2月7日在國內爆發警察叛變及持續數週的群眾示威後，穆罕默德·纳希德在電視記者會上宣布辭去馬爾地夫總統，並將總統職權移交給副總統哈山。
2016年10月13日，马尔代夫外交部发表声明表示，鉴于长期以来英联邦部长级行动小组及英联邦秘书处给予马尔代夫不公平、不公正待遇，马尔代夫政府决定脱离英联邦。英联邦一直努力成为马内政问题的积极参与者，这违反了联合国宪章和英联邦宪章。
2018年2月1日最高法院裁定關於前總統穆罕默德·纳希德等人的判決有政治動機且具爭議，決定推翻判決和下令重審，獲反對派及西方國家歡迎。裁決令反對派於85人議會取得大多數地位，可以在議會上啟動彈劾總統程序。不過亞明政府已表明不會遵循。自判決以來，亞明連續辭退兩名聲言會執行判令的警察總長。馬爾代夫軍警於2月3日起封鎖國會大樓。司法部長阿尼（Mohamed Anil） 於2月4日發表電視演說，指最高法院試圖推翻總統，同日國會宣布無限期休會，而同日2名被最高法院恢復議席、結束流亡返國的反對派議員在機場被逮捕，該國連日來的政治危機急速升温。

### 軍事

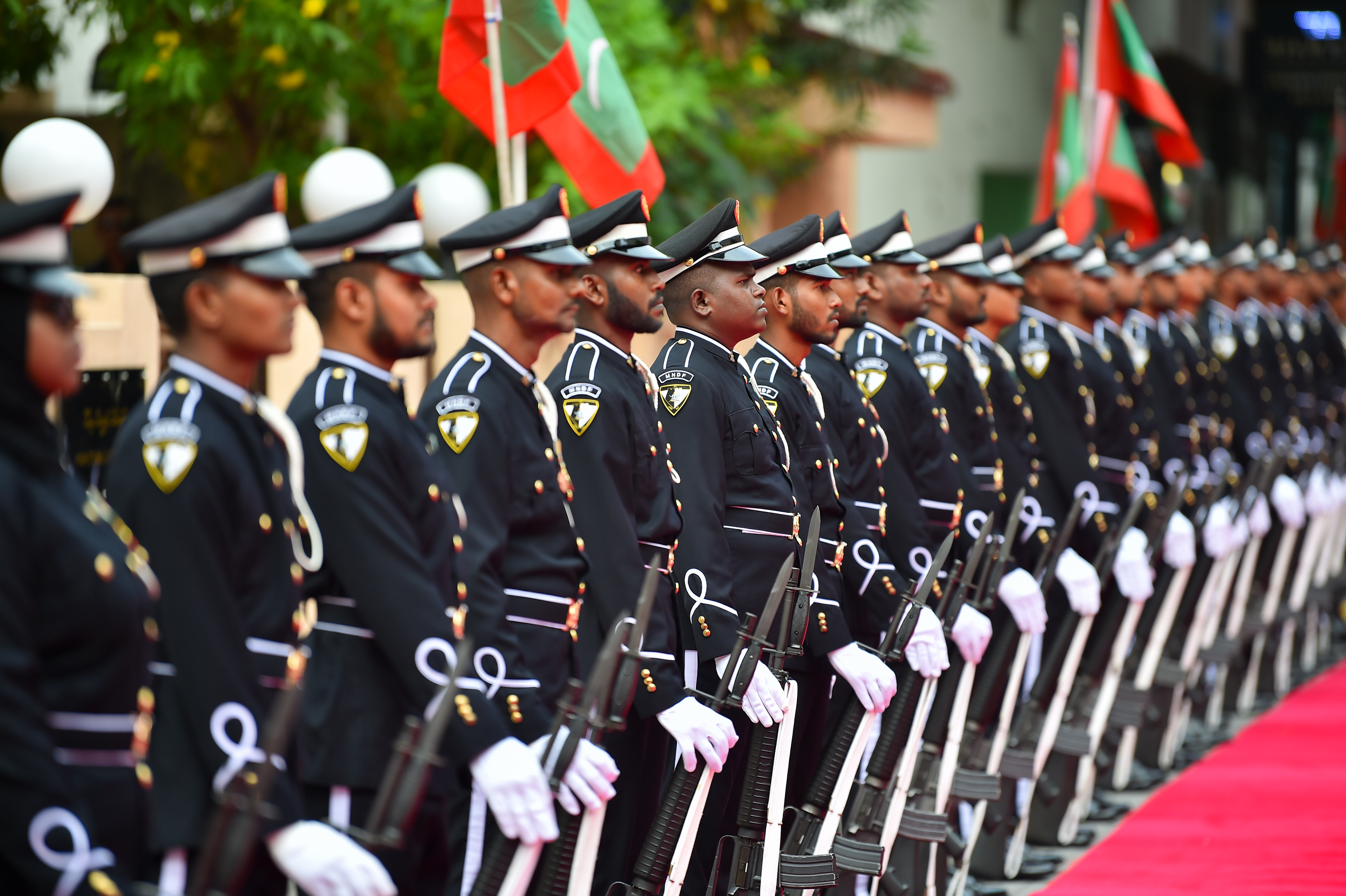
總統發表演講時的馬爾地夫士兵。攝於2024年2月。

馬爾地夫國防軍（Maldives National Defence Force，MNDF）負責保衛馬爾地夫安全和主權，主要任務是負責處理馬爾地夫內外安全問題，包括保護專屬經濟區與維護和平及安全。 馬爾地夫國防軍由海岸防衛隊、海軍陸戰隊、特種部隊、勤務兵團、國防情報局、憲兵、工兵團、特勤保護組、軍醫團、副官長兵團、航空兵團以及消防救援隊等組成。馬爾地夫與印度在雷達偵蒐範圍進行合作。
馬爾地夫四面環海，海洋是國家安全的主要課題。海洋幾乎占了全國面積的99%，其餘1%的陸地分散在800公里乘以120公里的區域中，最大的島嶼面積不超過8平方公里。因此，馬爾地夫國防軍的主要任務是監視並保護馬爾地夫的水域，以防外國人入侵專屬經濟區和領海進行非法捕撈；從後勤和經濟角度來看，這是重大而艱鉅的任務。其主要負責者為海岸防衛隊，巡邏艇駐紮在各個馬爾地夫國防軍區域總部以隨時應變。海岸防衛隊還負責回應海上遇險求救，並儘速進行搜索和救援行動。2019年，馬爾地夫簽署了聯合國《禁止核武器條約》。

### 外交
馬爾地夫為南亚区域合作联盟的創始會員國，並於1982年加入英聯邦，即自聯合王國獨立後17年。2016年10月，馬爾代夫宣佈退出英聯邦，以抗議大英國協對該國關於貪腐及人權的批評。2020年2月1日，馬爾代夫重新加入英聯邦。

## 交通
中马友谊大桥位于马尔代夫北马累环礁，跨越Gaadhoo Koa海峡，连接马累岛、机场岛（胡鲁累岛）和胡鲁马累岛三个相邻岛屿，于2015年12月30日开工，並於2018年8月30日正式开通，是马尔代夫最重要的岛屿连接工程。馬爾地夫基於環境因素，境內無法建設鐵路，但仍設有易卜拉欣納西爾國際機場，該機場為馬爾地夫主要對外交通樞紐，不少國際航空公司於該機場設有航點。惟該國私人航空公司美佳航空因公司重組且無投資人出資，已於2017年5月停止營運。馬爾地夫的國家航空公司马尔代夫国家航空主要營運島嶼間的航班，亦有少數飛往印度、孟加拉及中國的國際航班。
位于马尔代夫最南端甘岛上另一个国际机场叫甘島國際機場。目前的国际航线有甘島－重庆（江北）、甘島－首尔（仁川）、甘島－香港、甘島－科伦坡（班达拉奈克）。马尔代夫國內各島嶼間的主要交通工具船舶、水上飞机、内陆飞机。首都马累面积1.5平方公里，使用较多的是自行车、摩托车和小型汽车。

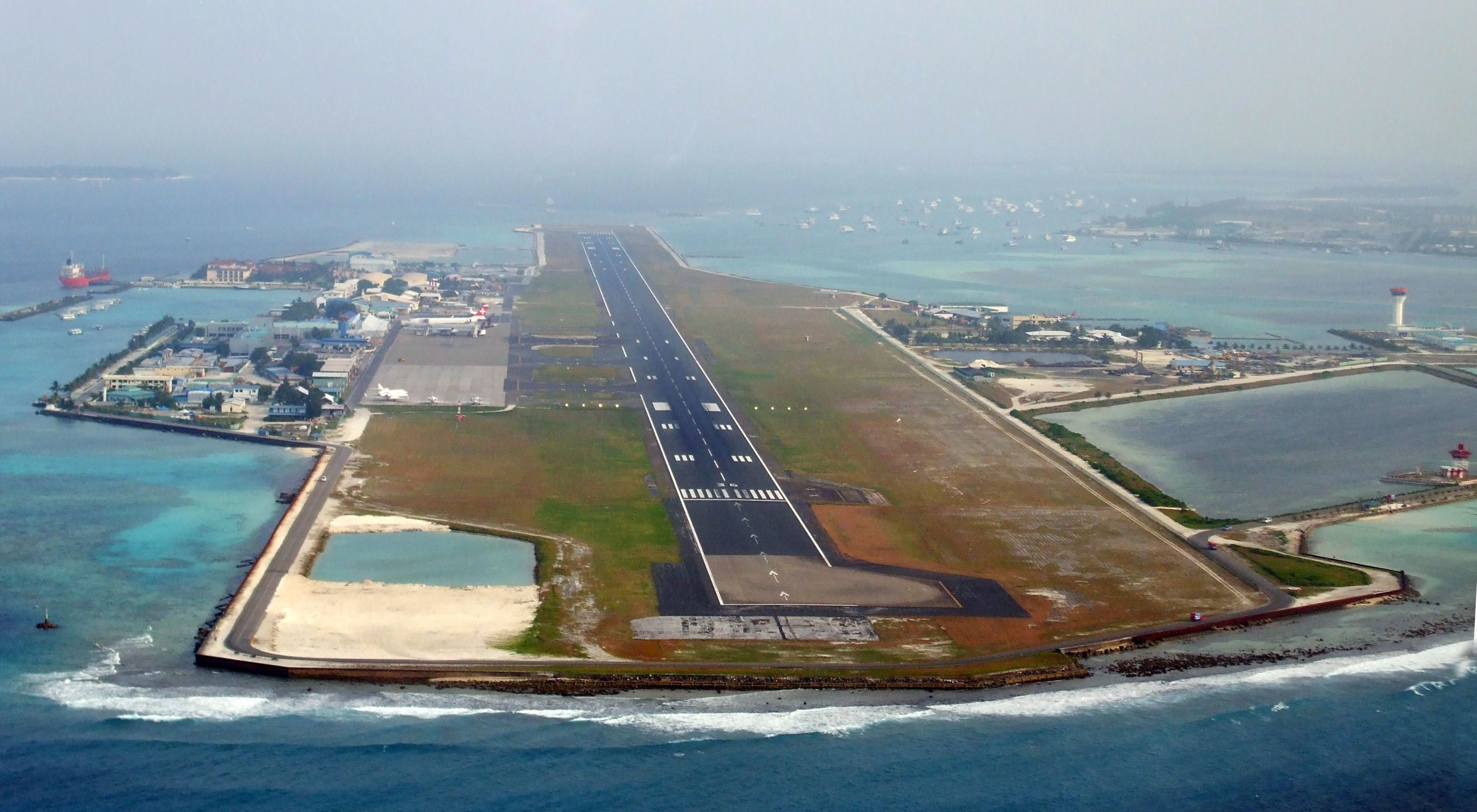
馬累國際機場
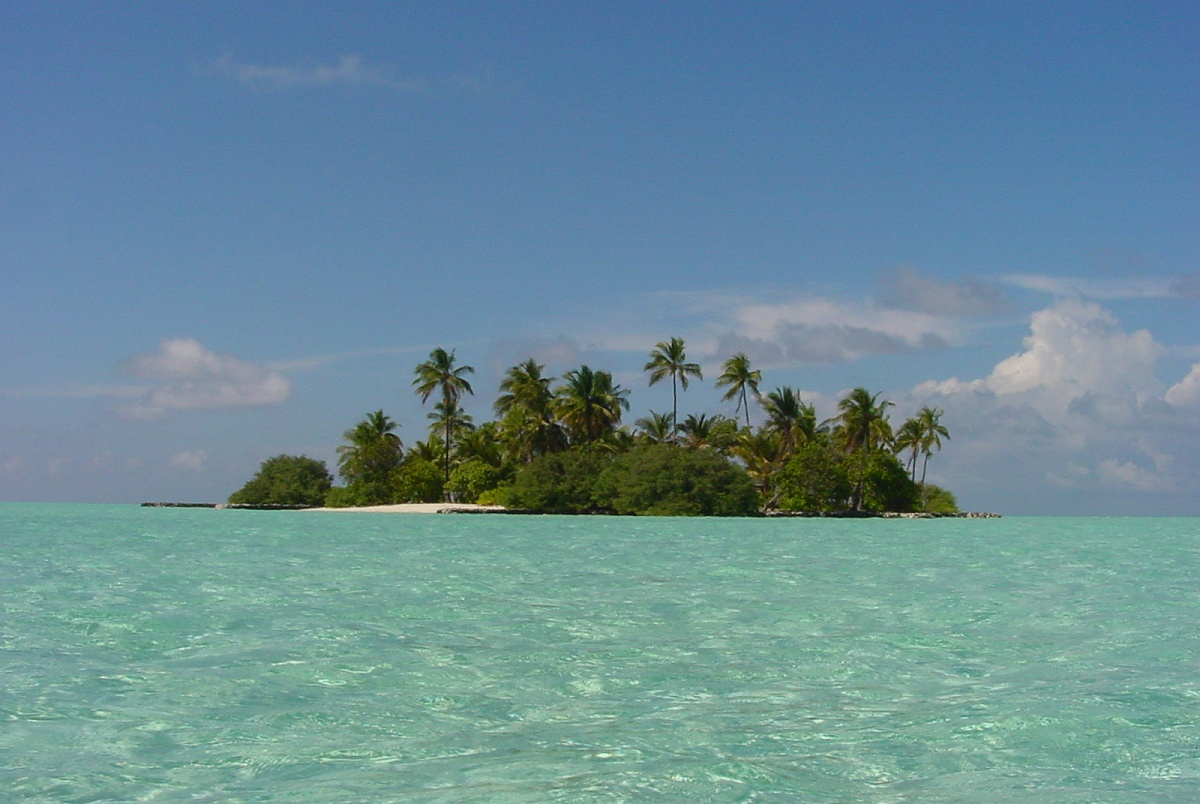
在馬爾地夫的一個小島
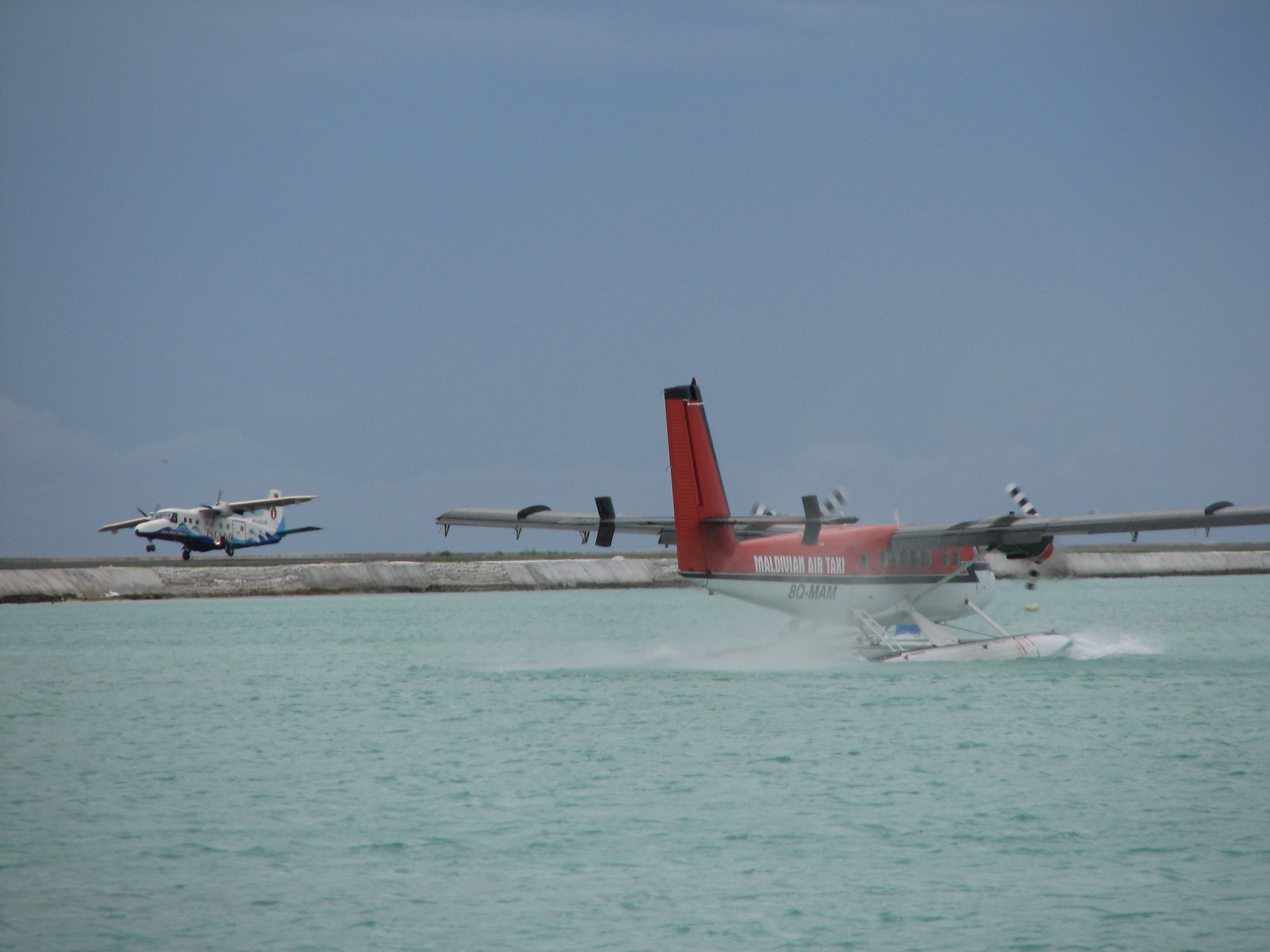
水上飛機旅遊業
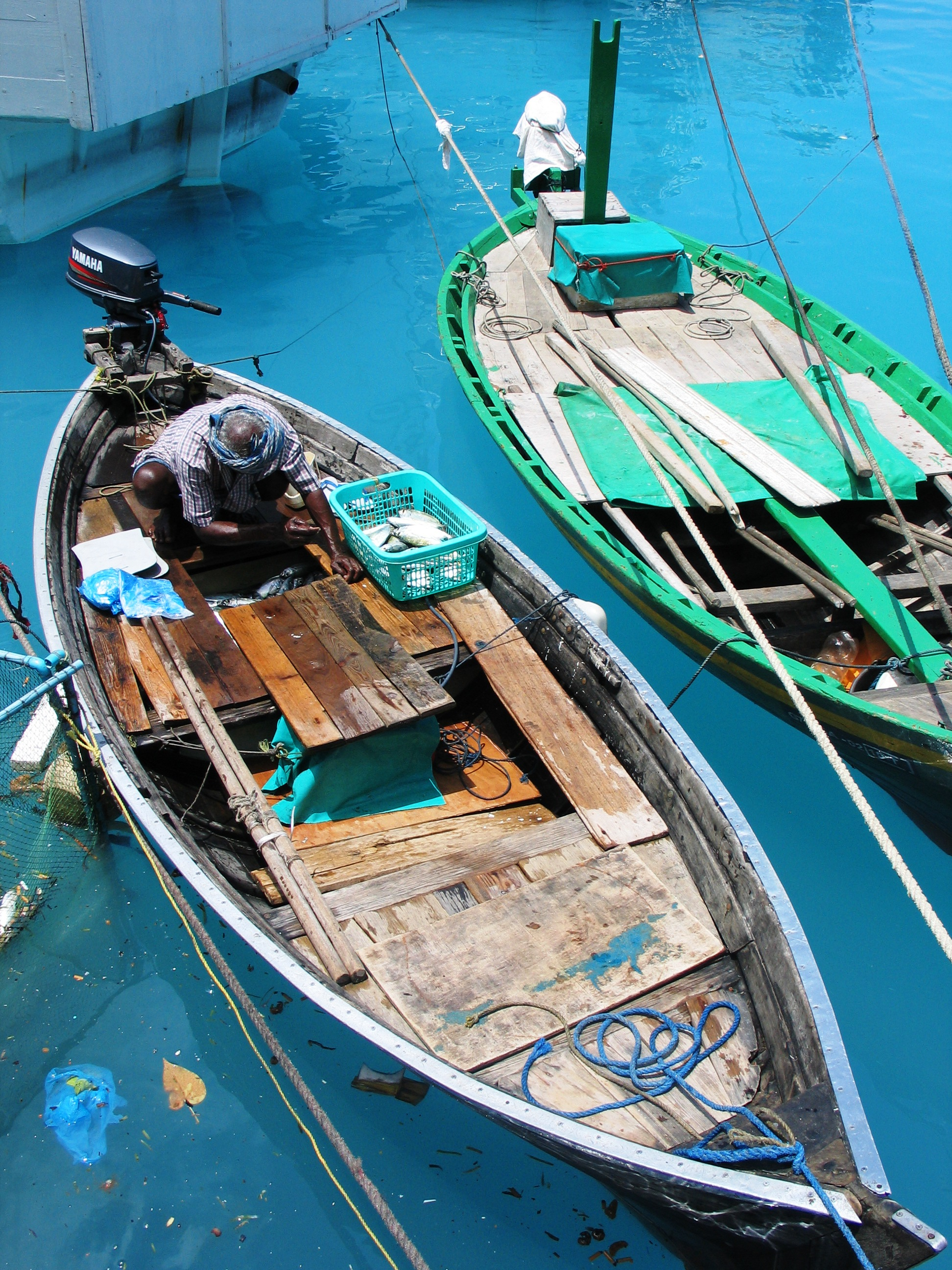
漁民
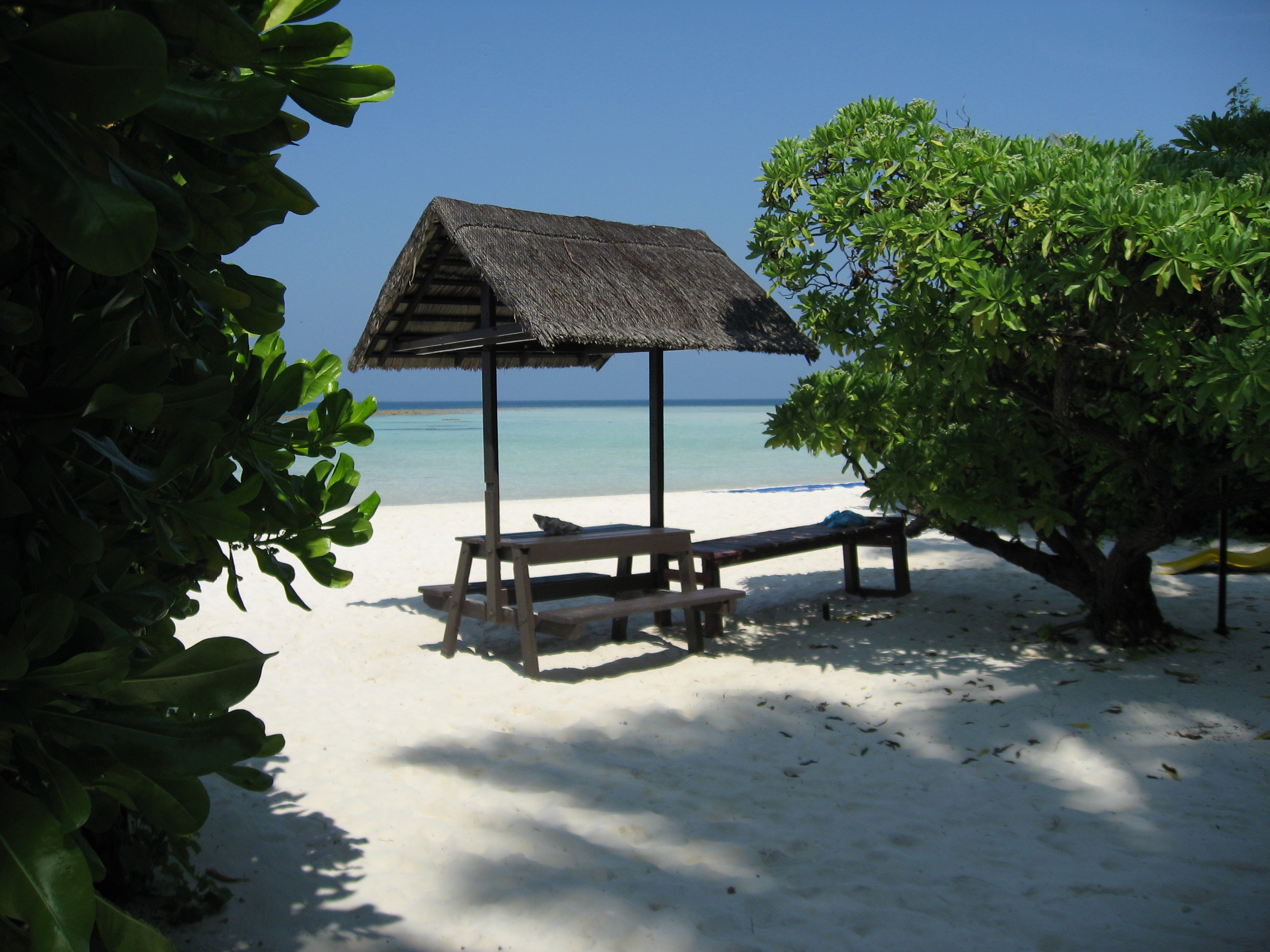
度假小屋
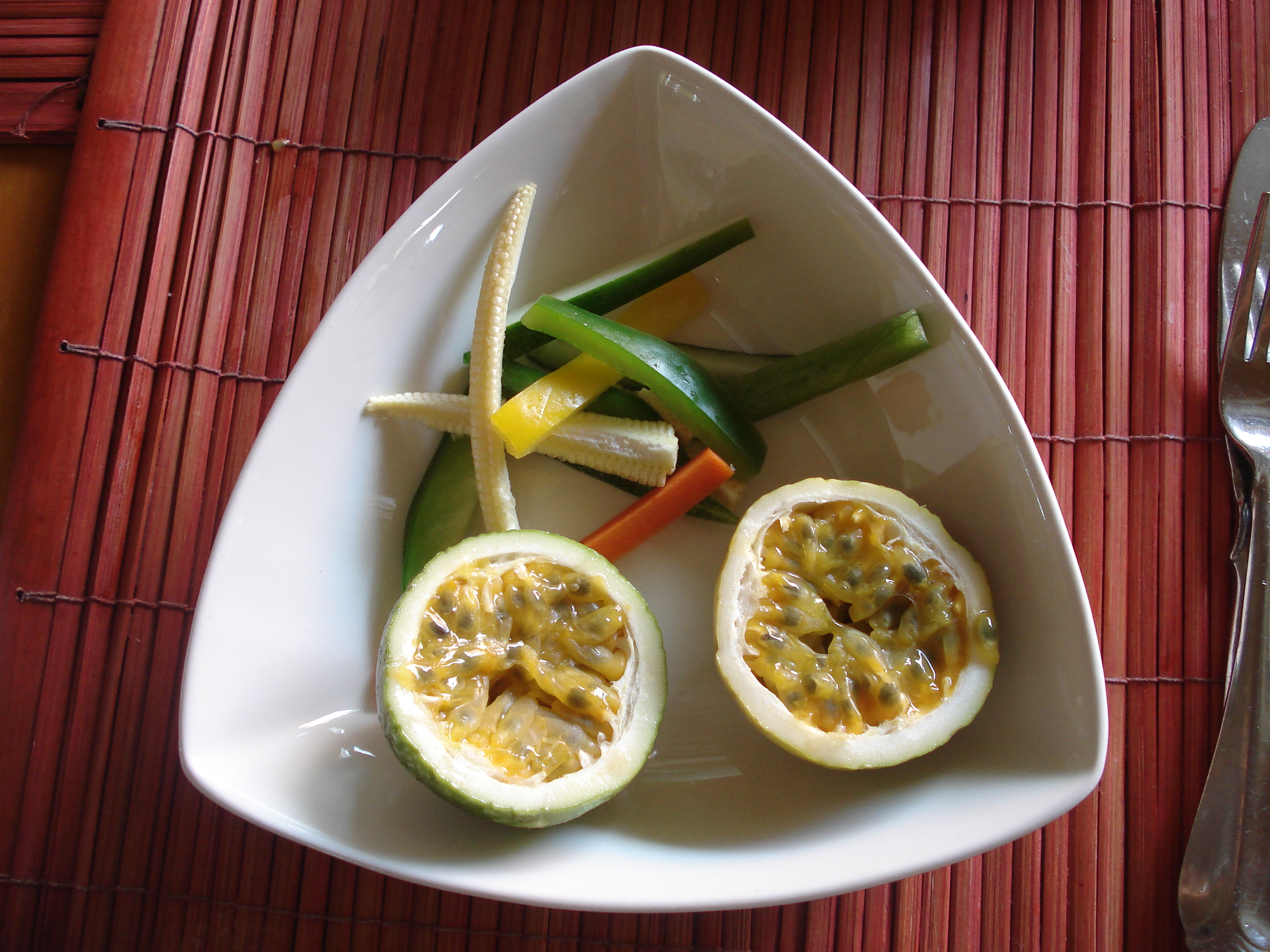
生鮮餐
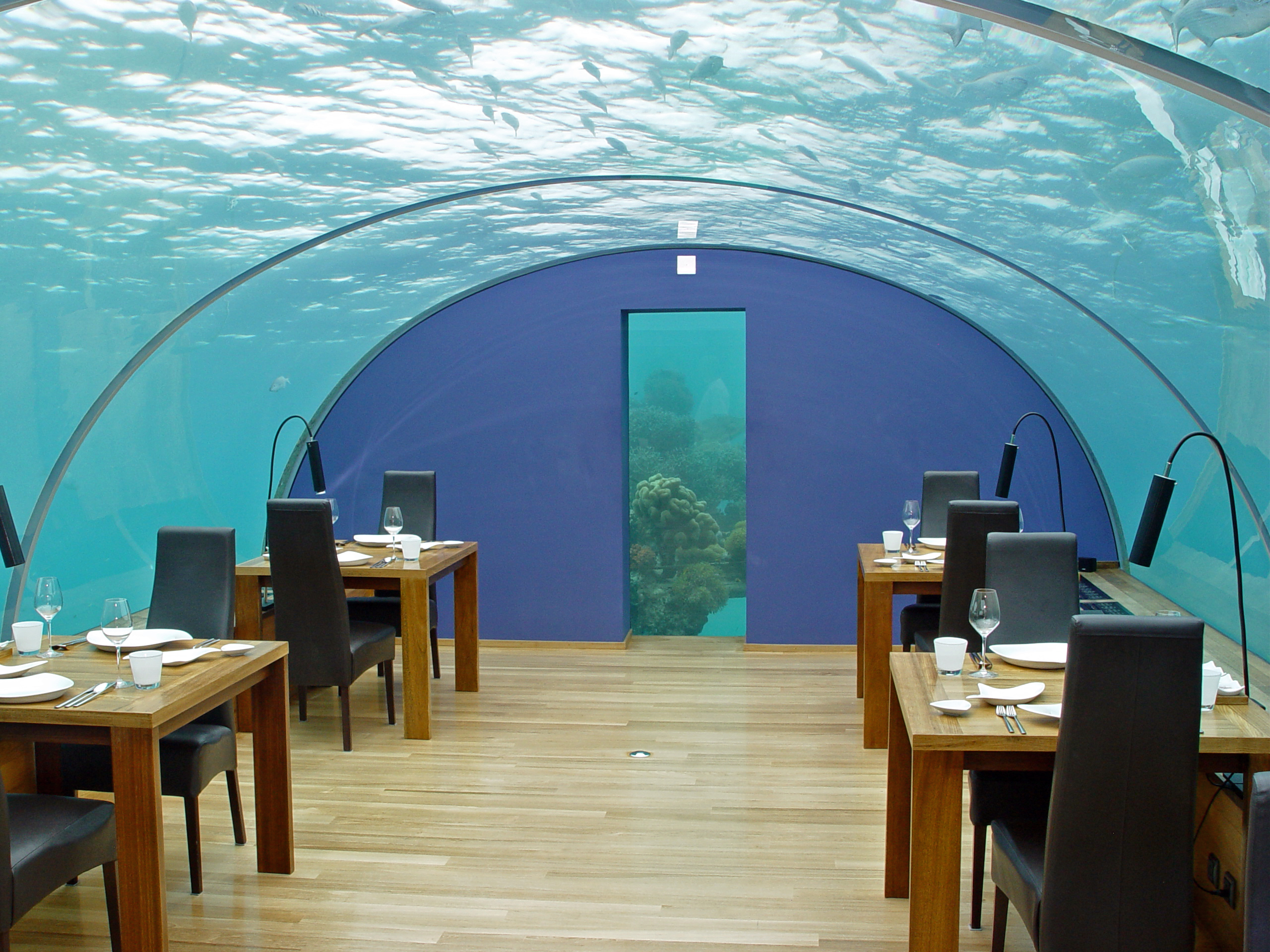
海底餐廳
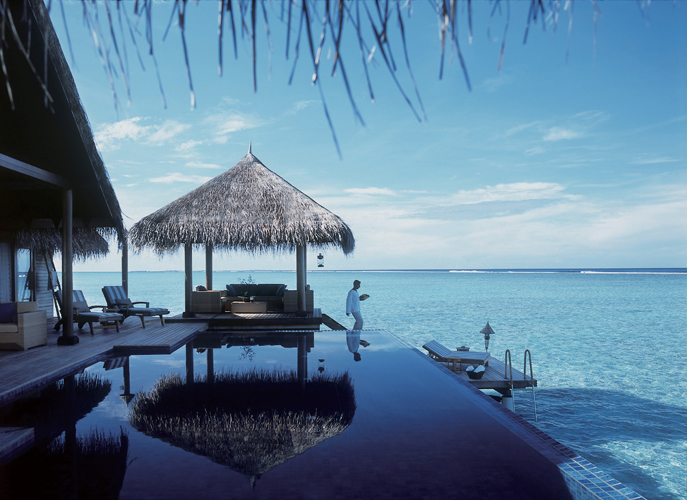
Rehendi五星級小屋

## 经济

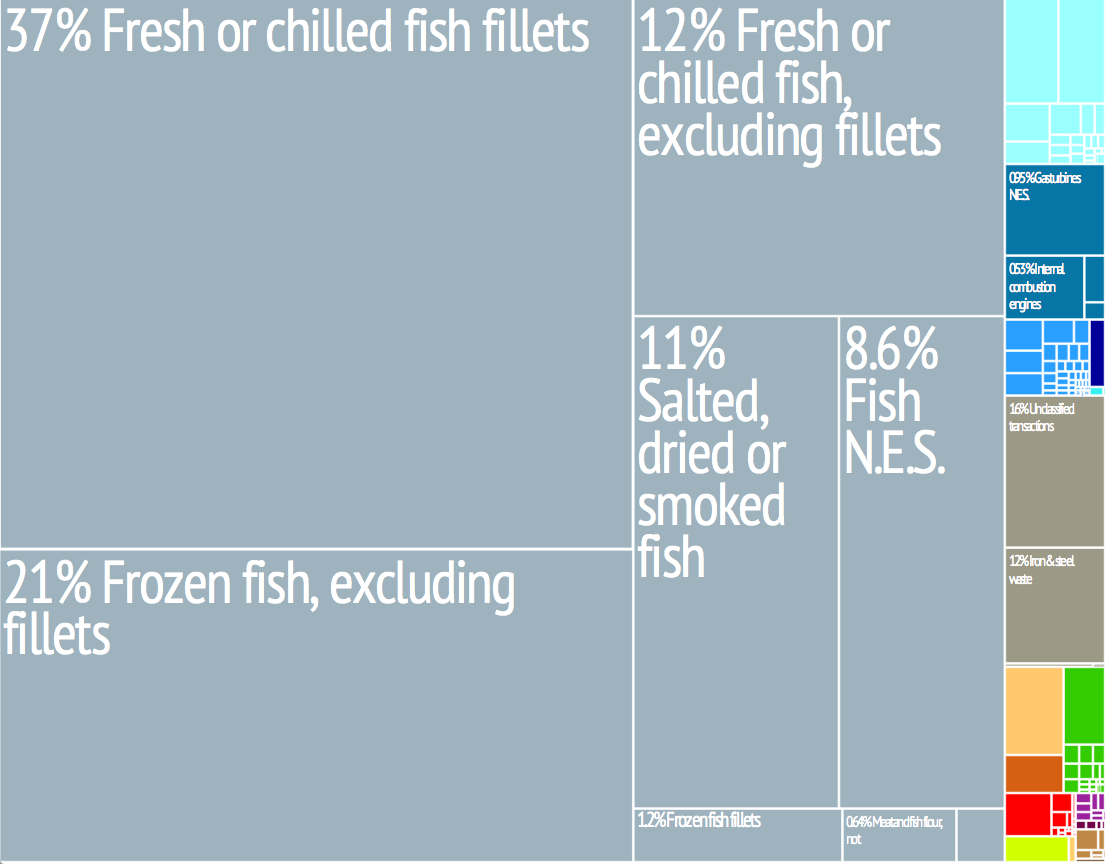
馬爾地夫出口商品組成圖

歷史上馬爾地夫曾經輸出大量貝殼，為史前時期常用的貨幣。西元二世紀時，這些群島被阿拉伯人稱為「金錢群島」。在奴隸貿易時期，西方國家將大量的馬爾地夫貝殼引進非洲。
马尔代夫是个岛国，陆地面积相当狭窄。工业、农业水準低下。渔业、航运和旅游是三大经济支柱。馬爾地夫於1970年代初期仍非廣為人知的旅遊目的地，近年来，随着旅游业的发展，旅游收入已达到了国民总产值的28%以上，佔馬爾地夫外匯收入的60%，政府稅收超過90%來自進口稅及旅遊稅。位於班度士島的Kurumba度假村為馬爾地夫首個開放的旅遊渡假村，於1972年啟用，亦改變了馬爾地夫的經濟型態。於2008年，馬爾地夫國內共計有89個度假村，提供17,000個床位，每年接待遊客數量超過60萬人次
。而馬爾地夫的度假村數量亦由1972年的兩家，於2007年增長至92家。
其外國債務在2018年為30億美元，2024年3月則增加至82億美元，債務來源以中國與印度為主。
曾與中國簽立自由貿易協定，取消中國進口商品91%的關稅，於2025年1月生效。

## 人口
| 1950   | 0.07 |
| 2000   | 0.3  |
| 2021年 | 0.5  |

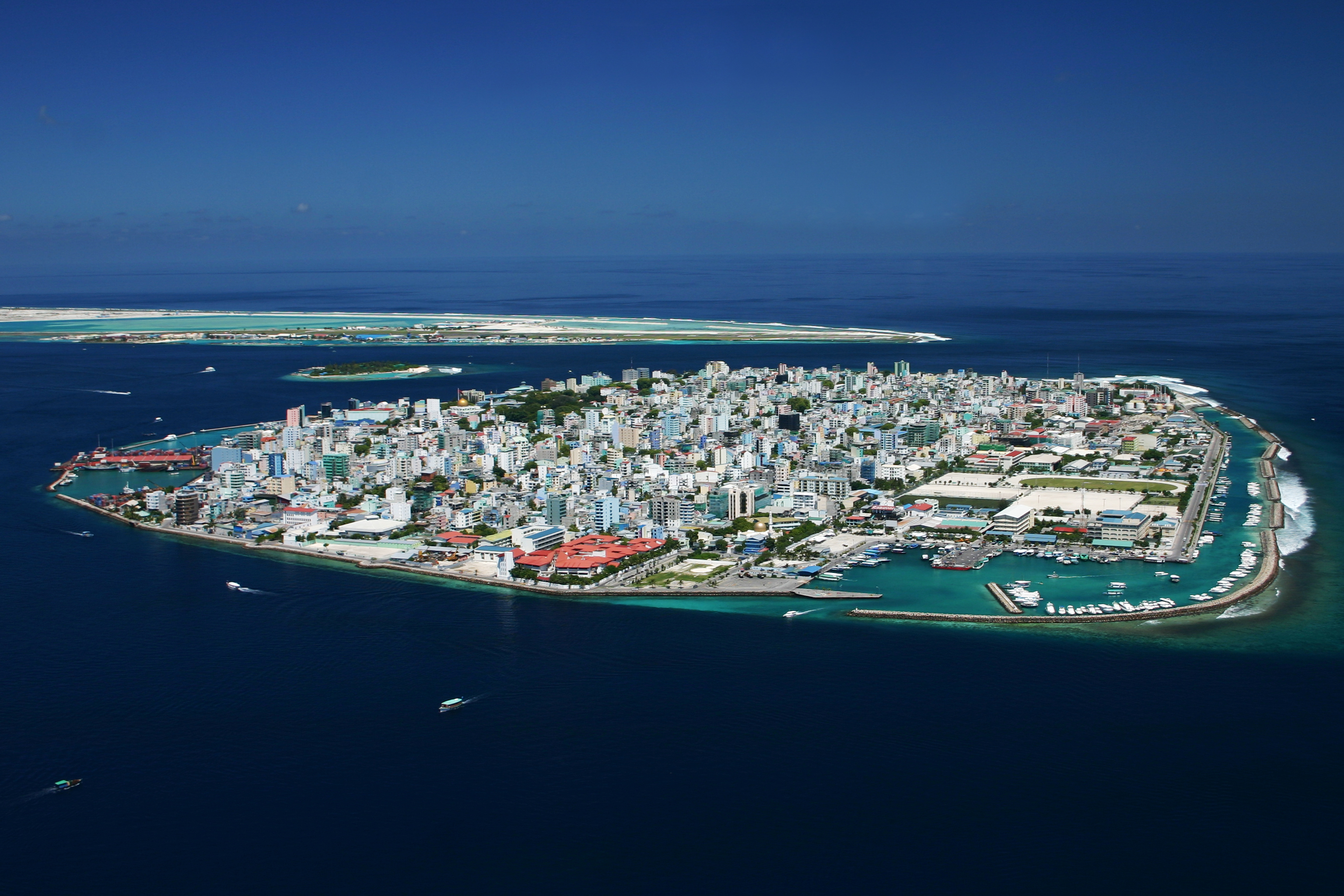
馬累為馬爾地夫首都

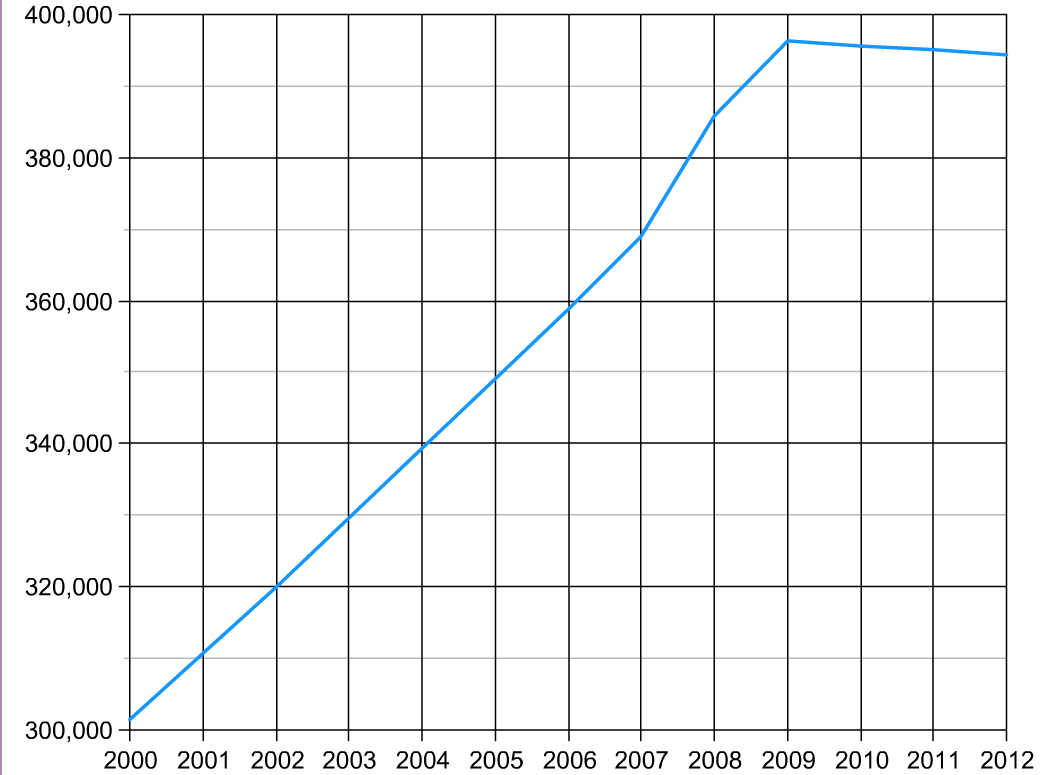
馬爾地夫於2000年至2012年間之人口數量

馬爾地夫人口以迪維希人為主要組成族群，該族群在歷史上活動範圍包括現今馬爾地夫諸島及印度的米尼科伊岛、拉克沙群島。迪維希人有著共通的文化，並以迪维西语作為溝通媒介，其屬於印度-雅利安人，與僧伽羅人有密切關係，在基因學分析上，與中東、南亞、南岛民族與非洲之痕跡。
於2006年人口普查，馬爾地夫人口為298,968人，馬爾地夫人口成長率於1985年達到最高，為3.4%，而2000年的人口普查顯示該國人口成長率為1.9%。1978年預期壽命為46歲，現已增至72歲。嬰兒死亡率亦由1977年的12.7%降至今日的1.2%。於馬爾地夫有超過4萬名孟加拉人，為該國最大的外來勞動力來源國。其他移民包括菲律賓外籍勞工及少數西方國家人士移居。

### 語言
迪维西语為馬爾地夫官方語言及通用語言，屬印度-雅利安语支，與僧伽罗语有相似之處。最早以迪维西语記載的文獻為Eveyla Akuru，係針對國王的記載。而稱為Dhives Akuru的書寫系統則在相當長的一段期間被使用，今日使用的它拿字母，則是由右向左書寫。英語在馬爾地夫亦常被當地人所使用。

### 宗教
| 馬爾地夫宗教(2010年) | 馬爾地夫宗教(2010年) | 馬爾地夫宗教(2010年) | 馬爾地夫宗教(2010年) | 馬爾地夫宗教(2010年) |
| -------------------- | -------------------- | -------------------- | -------------------- | -------------------- |
|                      |                      |                      |                      |                      |
| 伊斯蘭教             | 伊斯蘭教             |                      | 100%                 | 100%                 |

根據馬爾地夫法律，該國所有人口為信仰伊斯蘭教。經過長期佛教主導的歷史，在穆斯林商人引入伊斯蘭教，馬爾地夫人於12世紀改信奉伊斯蘭教。馬爾地夫長時間屬於蘇非主義信仰，呈現在陵墓的建築上。

## 文化
马尔代夫是个穆斯林国家。着装比较保守，妇女上街要着遮体长裙，男人要着长裤。马尔代夫虽然是著名的海岛旅游目的地，但是裸泳在马尔代夫是违法的。
在饮食文化上按照清真教规不吃猪肉以及螃蟹和贝类，平时常用肉类有家禽、羊肉、蛋和鱼。咖尔迪亚是用来招待客人和宴会食物，它包含有主食—面糕、薯类和蒸香蕉；汤—椰肉、洋葱、柠檬汁和鱼片汤。
马尔代夫的歌舞文化深受东非文化和南亚文化的影响。BODUBERO是一种椰树木质鼓，是用于歌舞演奏时的打击乐器。

## 外部連結
- （英文） 馬爾地夫新聞部 （页面存档备份，存于）
- （英文） 马尔代夫旅游信息 （页面存档备份，存于）
- （英文） 马尔代夫 （页面存档备份，存于）
- （英文） 下载旅游统计 （页面存档备份，存于）
- （中文） 马尔代夫旅游推介中国官方网站 （页面存档备份，存于）
- （中文）Google馬爾地夫衛星地圖 （页面存档备份，存于）
- （英文）嚴重氣候問題造成國家撤離 （页面存档备份，存于）